# Győrújfalu
Győrújfalu é um município da Hungria, situado no condado de Győr-Moson-Sopron. Tem 7,37 km² de área e sua população em 2015 foi estimada em 1.758 habitantes.